# Yalanga
Yalanga est une commune située dans le départemlecoleent d'Arbinda, dans la province du Soum, région du Sahel, au Burkina Faso.